# West Vancouver

West Vancouver est une cité (city) du Canada située dans la province de Colombie-Britannique, dans l'agglomération du Grand Vancouver. Elle a été créée en 1912 après sa séparation de North Vancouver.

## Lien externe

Localisation de West Vancouver dans le District régional du Grand Vancouver

## Démographie
| 2001   | 2006   | 2011   | 2016   |
| ------ | ------ | ------ | ------ |
| 41 421 | 42 131 | 42 694 | 42 473 |